# Kerstin Tzscherlich
Kerstin Tzscherlich (* 15. Februar 1978 in Freital) ist eine ehemalige deutsche Volleyballnationalspielerin.

## Karriere
Kerstin Tzscherlich spielte in ihrer Karriere von 1990 bis 2013 für den Dresdner SC. Mit den Sachsen gewann die mehrfache Jugendmeisterin 1999 das Double – die Meisterschaft in der Bundesliga und den Pokalsieg. Ein Jahr zuvor feierte sie ihr Debüt in der A-Nationalmannschaft und nahm an der WM in Japan teil. Mit der DVV-Auswahl erreichte sie bei der EM 1999 den vierten Platz und nahm an den Olympischen Spielen in Sydney teil. 2002 gewann sie mit ihrem Verein erneut den DVV-Pokal. Bei der anschließenden WM im eigenen Land lief es jedoch nicht so erfolgreich.
Einen großen Erfolg mit der DVV-Auswahl feierte die Libera mit dem dritten Rang bei der EM 2003. Bei den Olympischen Spielen in Athen und der EM in Kroatien erlebte die erfahrene Volleyballerin in den folgenden Jahren zwei weitere Turniere. Bei der WM 2006 war sie laut offizieller Statistik die zweitbeste Libera des Turniers; dennoch erreichte die Mannschaft nur den elften Platz. Im Sommer 2007 gewann sie mit dem Team die europäische Grand-Prix-Qualifikation und belegte bei der EM in Belgien und Luxemburg den sechsten Platz.
2007 wurde Kerstin Tzscherlich erneut mit dem Dresdner SC Deutscher Meister und 2010 DVV-Pokalsieger. Auch mit der Nationalmannschaft war sie erfolgreich: Bei der Europameisterschaft 2009 erreichte sie Platz vier und bei der Europameisterschaft 2011 gewann sie sogar die Silbermedaille. Nach der verpassten Qualifikation für die Olympischen Spiele in London 2012 beendete Kerstin Tzscherlich mit 373 Einsätzen ihre Nationalmannschafts-Karriere. 2013 beendete sie auch ihre Karriere beim Dresdner SC.
Seit 2017 ist Tzscherlich beim sächsischen Bezirksligisten SG Mauersberg aktiv.